# Gertrud Maaß
Gertrud Maaß (* 30. Oktober 1919 in Bremen; † 2004) war eine Bremer Politikerin (SPD) und  Mitglied der Bremischen Bürgerschaft.

## Biografie

### Familie, Ausbildung und Beruf
Maaß war die Tochter eines Arbeiters und wuchs mit fünf Brüdern in Bremen auf. Sie absolvierte eine Lehre als Köchin und war in diesem Beruf bis 1939 tätig und danach bis 1944 als Wirtschaftsleiterin. 1944 heiratete sie Gerd Maaß († 2000); beide hatten zwei Kinder und wohnten bis 1951  in Bremen - Walle und dann in Bremen - Hastedt. Sie war danach zeitweise wieder als Köchin tätig sowie Hausfrau, während ihr Mann u. a. bei Borgward und ab 1951 als Hausmeister Arbeit fand. Sie verdiente ab 1953 als Reinigungskraft in den Schulen ihren Lebensunterhalt. Sie war für die Lohnempfänger Mitglied im Personalrat Schulen. Das Ehepaar wohnte nach 1977 im Rembertistift.

### Politik
Partei: Durch das sozialdemokratische Elternhaus geprägt wurde sie und ihr Mann bereits 1946  Mitglieder der SPD. Im SPD-Ortsverein Hastedt nahm sie unterschiedliche Funktionen war. Sie war später Mitglied im Vorstand SPD-Unterbezirk Bremen. Als Mitglied in der Arbeitsgemeinschaften Sozialdemokratischer Frauen (ASF) war sie auch im Vorstand aktiv. In der SPD sprach sie sich in den 1980er Jahren gegen die Quotenregelung für Frauen aus, überzeugt das Frauen auch ohne solche Regelungen ihren politischen Weg machen können, „durch ihr Können, ihr Wissen, [und] ihr Wollen“. 
Bürgerschaft: Von 1955 bis 1975 war Maaß 20 Jahre lang Mitglied der Bremischen Bürgerschaft und in verschiedene Deputationen und Ausschüssen der Bürgerschaft tätig. Von 1955 bis 1975 war sie in der Deputation für das Wohlfahrtswesen (Sozialdeputation) vertreten. Hier wurde sie 1963 als Nachfolgerin von Anna Stiegler (SPD) zur Sprecherin gewählt. Die Arbeit in der Sozialdeputation verband sie freundschaftlich mit Wohlfahrtssenatorin und Bürgermeisterin Annemarie Mevissen (SPD).
Gewerkschaft und Mitgliedschaften: Maaß war Mitglied in der Gewerkschaft Öffentliche Dienste, Transport und Verkehr (ÖTV). Hier kämpfte sie erfolgreich für den Verbleib der Reinigungskräfte im öffentlichen Dienst. Sie war nach 1977 im Vorstand des Rembertistifts.